# Karl Heinz Rahn
Karl Heinz Rahn (* 11. August 1937 in Bad Dürkheim) ist ein deutscher Nephrologe und emeritierter Ordinarius für Innere Medizin der Westfälischen Wilhelms-Universität Münster.

## Leben
Rahn, aufgewachsen in Morbach,1956 Abitur am Herzog-Johann-Gymnasium in Simmern und Aufnahme in die Studienstiftung des Deutschen Volkes. Er studierte von 1956 bis 1962 in Mainz und Düsseldorf Medizin. 1962 absolvierte er das Medizinische Staatsexamen, sowie die Promotion zum Dr. med., anschließend erhielt er seine klinische Ausbildung als Medizinalassistent in Bochum und Herne. Von 1963 bis 1965 war er wissenschaftlicher Assistent am Pharmakologischen Institut der Universität Mainz. Die Facharztweiterbildung in der Inneren Medizin absolvierte er an der II. Medizinischen Universitätsklinik Mainz. Nach Aufenthalt an der Emory University in Atlanta (USA) kehrte er 1968 an die Universitätsklinik Mainz zurück, wo er 1971 die Habilitation für Innere Medizin und Klinische Pharmakologie erhielt. 1972 wechselte er als Oberarzt an die Abteilung Innere Medizin II der Rheinisch-Westfälischen Technischen Hochschule Aachen.
1976 wurde Karl Heinz Rahn als ordentlicher Professor an die Universität Maastricht (Niederlande) und als leitender Arzt der Abteilung Nephrologie, Hypertonie und Klinische Pharmakologie am Department Innere Medizin berufen. 1987 erfolgte die Berufung an die Medizinische Fakultät der westfälischen Wilhelms-Universität Münster, verbunden mit der Ernennung zum Direktor der Medizinischen Klinik und Poliklinik D. Von 1993 bis zu seiner Emeritierung 2004 war Rahn im Nebenamt Ärztlicher Direktor des Universitätsklinikums Münster.
Klinische Schwerpunkte von Karl Heinz Rahn sind die Behandlung der Hypertonie und Nierenerkrankungen. Im wissenschaftlichen und experimentellen Bereich bilden Hypertonie und Nephrologie einen Schwerpunkt.
- 1987 bis 1991 Mitglied des Vorstandes der Deutschen Gesellschaft für Hypertonie, 1991 bis 1995 Vorsitzender dieser Gesellschaft
- Seit 1992 Mitglied im Vorstand der International Society of Hypertension, 1996 bis 1998 Vizepräsident und 1998 bis 2000 Präsident dieser Gesellschaft
- 1999 bis 2000 Vorsitzender der Deutschen Gesellschaft für Innere Medizin
- 2001 Tagungspräsident der Deutschen Gesellschaft für Nephrologie
- 2009 bis 2015 Präsident der AWMF

## Auszeichnungen
- 1969 Paul-Martini-Preis für Klinische Pharmakologie
- 1976 Preis des Kollegiums für Ärztliche Fortbildung in Regensburg
- 1996 Franz-Gross-Preis für Hochdruckforschung der Deutschen Gesellschaft für Hypertonie
- 2004 "Distinguished Member Award" der "International Society of Hypertension"
- 2007 "Life Achievement Award" der "European Society of Hypertension"
- 1998 Ehrenmitglied der Polnischen Gesellschaft für Hypertonie
- 1999 Ehrenmitglied des American College of Physicians
- 2003 Ehrenmitglied der Deutschen Gesellschaft für Innere Medizin
- 2012 Ehrenmitglied der Deutschen Gesellschaft für Hypertonie
- Silberne Rathausgedenkmünze der Stadt Münster